# 上北沢区民センター
上北沢区民センター（かみきたざわくみんセンター）は、東京都世田谷区上北沢にある区民センター。

## アドレス
- 所在地:東京都世田谷区上北沢3-8-9
- 公共交通機関:京王線上北沢駅南口徒歩3分
- 開館時間:午前9時～午後10時（大広間・和室は午後5時まで個人利用、午後6時から団体利用）
- 休館日:第2・4月曜日（祝日にあたる時は翌日）、年末年始
- 設備項目:エレベーター,車いす用トイレあり
- 会議室、音楽室、多目的ホール、料理講習室、大広間、和室を有する。

### 上北沢図書館
開館時間
火曜日から日曜日は、午前9時から午後7時
祝・休日、12月28日及び1月4日は、午前9時から午後5時
休館日
月曜日(祝日等と重なる場合は翌日)、年末年始、館内整理日、特別整理期間
住所
東京都世田谷区上北沢3-8-9 上北沢区民センター地階

### 上北沢児童館
所在地
東京都世田谷区上北沢3-8-9
公共交通機関
京王線上北沢駅下車徒歩3分
開館時間
午前9時30分～午後6時
休館日
月曜日、第2・第4日曜日、祝日(月曜日と重なった場合は翌日も休館)、年末年始(12月29日～1月3日)
- 館内には、鉄道模型ジオラマ[1]、ビデオルーム、風見鶏がある[2]。
- 平成元年オープン。